# Antimetafizică
Antimetafizică este titlul unui volum inedit, scris de poeții români Aurelian Titu Dumitrescu (născut la 15 februarie 1956) și Nichita Stănescu (1933 - 1983), apărut în foileton, în suplimentul literar al ziarului Scînteia tineretului în 1983, și între coperte, cu titlul complet Antimetafizica, Nichita Stănescu însoțit de Aurelian Titu Dumitrescu, la editura Editura Cartea Românească, în 1985.
În această carte extrem de interesantă, o carte-încercare, conținând dialoguri, interviuri, poeme, poeme-dialog între intervievat și reporter, eseuri și chiar proză scurtă, marele om de cultură român Nichita Stănescu este provocat de Aurelian Titu Dumitrescu și răspunde provocării cu eleganța, imprevizibilitatea și substanța care i-au fost întotdeauna caracteristice.
De fapt, volumul și ideea sa s-au concretizat la insistența lui Aurelian Titu Dumitrescu, care a știut să provoace - în interviurile luate de către el marelui poet român - acea stare de grație a confesiunii celei mai profunde și genuine, arătându-ne astfel unul dintre cele mai dinamice, complexe și interesante portrete al celui de-al doilea pisc al literaturii române după Mihai Eminescu (1850–1889).

## Antimetafizică,Metafizică,Fizică
Ideea denumirii acestui volum a fost a lui Nichita Stănescu, ca fiind doar aparent "opusă" conceptului filozofic de metafizică. Este demn de remarcat că însuși Nichita Stănescu nu a considerat anti - meta - fizica ca fiind fizică, dar nici anti - metafizica ca fiind ceva opus metafizicii, ci, desigur altceva. Doar citirea Antimetafizicii, preferabil volumul ediției originale din 1985, va face pe oricine să înțeleagă cât de sus a aruncat marele poet român ștacheta dumnezeirii limbii române, deschizând orizonturi lingvistice și filozofice care au rămas, după mai bine de trei decenii, practic nedesțelenite.

## Originea cuvântuluiMetafizică
Cuvântul Metafizică, folosit ca titlu (vedeți articolul Metafizică), a fost, probabil, prima data menționat explicit de către Andronicus din Rhodos, în contextul publicării operelor postume ale lui Aristotel, opere care au fost publicate sub îngrijirea sa, și ce purtau titlul de Metafizica, întrucât erau publicate după opera antumă lui Aristotel, cea îndeobște cunoscută ca Fizica.

## Aurelian Titu Dumitrescu despre "Antimetafizica"
După cum își amintește Aurelian Titu Dumitrescu, Nichita Stănescu "...voia să transmită neapărat. Simțea că e posesorul unor adevăruri pe care le-a descoperit și n-avea cui să le dea. Și, pentru că el nu se lăuda niciodată, zicea, recunoscându-și indirect aceste merite: <<M-aș face de un ridicol total să fiu genial și să mă laud că sunt genial. E stupid!>>... Înainte de a fi un poet de geniu, el era un spirit superior. Seducător, plin de farmec. Mi-a spus chestia asta nu lăudându-se, ci doar ca să-mi atragă atenția asupra fenomenului. Era aproape disperat că n-are cui transmite. De-asta a și început Nichita ANTIMETAFIZICA. Cine e deștept și citește cartea asta cu atenție trebuie să înțeleagă acolo o formă de disperare a lui Nichita Stănescu de a comunica niște adevăruri la care ajunsese, trăind tragic câteva decenii din viața sa, distrugându-și trupul, în numele unei inițieri pe care n-avea cui s-o transmită. Trebuia s-o destăinuie cuiva care ar fi avut disponibilitatea nativă de a o duce mai departe, de a proba că Nichita Stănescu a avut dreptate când a zis cutare lucru. Iată, dom'le, s-a dovedit! A venit Titu, despre care Nichita a spus că a cumva, și a scris niște cărți-poem, cu care dovedește că a avut o relație cinstită cu maestru său. Dovedește ca Nichita știa ce spune despre poezie. Lui Nichita i-a ieșit figura asta! Prin ANTIMETAFIZICA, el constituie doctrina idealistă a revelației. Una dintre puținele doctrine idealiste autentic românești, care are ca bază revelațiile eminesciene. Extinse, prin selecție, în cultura lumii. Prin alăturare, prin comparație, prin adaos. Cum să creadă cineva că puteam el să-l izolez pe omul ăsta doi ani de zile, să-mi transmită el, în câte o săptămână, opt pagini de adevăruri fundamentale pe care le descoperea atunci? Cum să creadă cineva că între periuța de dinți și ceaiul de pe masă, îi ieșea figura cu adevărul fundamental? Aia este o formă de disperare. Dar găsise nebunul care să probeze că Nichita Stănescu, când vorbea despre poezie, știa ce spune. Chiar dacă eu mor mâine, lui Nichita i-a ieșit figura asta! I-a ieșit lui și i-a ieșit poeziei naționale! Se numește teoria revelației. Mai sunt mari autori care scriu revelații, dar nu s-au gândit dacă se numesc chiar așa. După aia s-au recunoscut, după aia au început să umble cu aceste concepte care sunt ale lui Nichita, ca semantism aplicat în comentariul de poezie și în gândirea despre natura poeziei. Neștiind să se laude, obișnuia să se alinte zicându-mi:<<Bre, bătrâne, păi pe vremea mea nu știa nimeni cu balonul, dom'le>>"
Citat din "Ateliere în paragină - 24 de ore și miezul nopții cu Aurelian Titu Dumitrescu" de Ciprian Chirvasiu, Editura "Carte de Suflet", 2002, pag. 158-159.

## Inedit despre "ANTIMETAFIZICA"
Textul de mai jos reproduce un manuscris olograf Nichita Stănescu aflat în colecția Costin Motroașă, manuscris care a fost reprodus în facsimil în "Nichita Stănescu - Opere Complete", Editura Univers Enciclopedic, 2004:
Declarație
Subsemnatul Nichita Stănescu, declar prin prezenta că toate drepturile de autor corespunzătoare la cartea “Antimetafizica” semnată de Aurelian Titu Dumitrescu, să revină autorului, dat fiind că partea mea de contribuție la carte este insignifiantă, opiniile mele fiind reinterpretate de autorul numit (Aurelian Titu Dumitrescu).
Cu mulțumiri
Nichita Stănescu
Directorului editurii Albatros, Mircea Sântimbreanu
28–I–1983, București